# 改革運動
改革運動（かいかくうんどう、フランス語：Mouvement Réformateur、略称：MR）は、ベルギーの政党。フランス語圏のワロン地域を基盤とする自由主義政党である。ワロン系自由党 と意訳されることもある。
2002年にワロン地域の4つの自由主義的な政党、自由主義の自由改革党（フランス語:Parti réformateur libéral、略称PRL）、地域主義のフランス語圏民主戦線（フランス語：Front Démocratique des Francophones、略称：FDF）、進歩主義 (政治)的なキリスト教民主主義の変革のための市民の運動（フランス語：Mouvement des Citoyens pour le Changement、略称：MCC）、ドイツ系住民の自由主義政党の自由と進歩のための党（ドイツ語：Partei für Freiheit und Fortschritt、略称：PFF）による政党連合として創設された。
2007年の選挙では、下院である代議院では150議席のうち23議席を獲得、上院である元老院では71議席（王族を含まない）のうち11議席を確保した。選挙後はイヴ・ルテルム連立政権に参加、与党となった。
2010年の総選挙においては代議院で18議席を獲得して第3党となった。535日におよぶ困難な連立交渉を経て成立したエリオ・ディルポ内閣には改革運動も参加した。しかしフランス語圏民主連邦主義者（フランス語：Fédéralistes Démocrates Francophones、略称：FDF、2010年にフランス語圏民主戦線が改称したもの。3議席）が連立入りに反対して離脱し、第4党に転落した。
2014年の選挙では代議院で20議席を獲得した。選挙後、党首のシャルル・ミシェルは情報提供者（Informateur）、組閣担当者（Formateur）に任命され、改革運動と新フラームス同盟（N-VA）、キリスト教民主フラームス（CD&V）、開かれたフラームス自由民主（OpenVLD）との「スウェーデン連立」成立に向けて交渉を行った。選挙から4ヶ月あまりを経て、この4党による連立内閣が成立し、ミシェルは首相に就いた。
ヨーロッパレベルでは欧州自由民主改革党に、世界レベルでは自由主義インターナショナルに加盟している。現在、欧州議会に3人の議員を送り出している。欧州議会での所属会派は欧州自由民主同盟（ALDE）である。